# Утрешен вестник
„Утрешен вестник“ (на английски: Early Edition) е американски сериал, който се излъчва по CBS от 28 септември 1996 до 27 май 2000 г.
Развива се в град Чикаго, Илинойс и следва приключенията на човек, който мистериозно получава всеки вестник „Чикаго Сън-Таймс“ един ден, преди да е публикуван, и който използва тези знания, за да предотвратява ужасни събития всеки ден. Създатели на сериала са Иън Ейбрамс, Патрик Пейдж и Вик Рубенфийлд, в главната роля играе Кайл Чандлър в ролята на Гари Хобсън.

## Актьорски състав

### Главен състав
| Роля         | Изпълнител                |
| ------------ | ------------------------- |
| Гари Хобсън  | Кайл Чандлър              |
| Мариса Кларк | Шанесия Дейвис-Уилямс     |
| Чък Фишман   | Фишър Стивънс             |
| Котката      | Пантер, Пела и Карл       |
| Ерика Паджет | Кристи Суонсън (сезон 3)  |
| Хенри Паджет | Майлс Джефри (сезон 3)    |
| Патрик Куин  | Били Уорли (сезони 3 – 4) |

### Второстепенен състав
| Роля                          | Изпълнител         |
| ----------------------------- | ------------------ |
| Детектив Марион Зийк Кръмб    | Рон Дийн           |
| Бърни Хобсън (бащата на Гари) | Уилям Дивейн       |
| Лоис Хобсън (майката на Гари) | Тес Харпър         |
| Детектив Тони Бригати         | Констанс Мари      |
| Мигел Диаз                    | Луис Антонио Рамос |
| Детектив Пол Армстронг        | Майкъл Уейли       |
| Фил Казакиан                  | Фювиш Финкел       |

## „Утрешен вестник“ в България
В България сериалът започва излъчване през 1998 г. по Нова телевизия с български дублаж, в който участват Чавдар Монов и Георги Георгиев-Гого в първия си дебютен дублаж за телевизионен сериал.
Повторенията на сериала се излъчват по AXN с български субтитри.